# Roussy-le-Village
Roussy-le-Village – miejscowość i gmina we Francji, w regionie Grand Est, w departamencie Mozela.
Według danych na rok 1990 gminę zamieszkiwały 934 osoby, a gęstość zaludnienia wynosiła 75 osób/km² (wśród 2335 gmin Lotaryngii Roussy-le-Village plasuje się na 384. miejscu pod względem liczby ludności, natomiast pod względem powierzchni na miejscu 452.).